# Tanyproctus samai
Tanyproctus samai är en skalbaggsart som beskrevs av Piattella och Guido Sabatinelli 1996. Tanyproctus samai ingår i släktet Tanyproctus och familjen Melolonthidae. Inga underarter finns listade i Catalogue of Life.